# Вона Командования Красной армии
Вона Командования Красной армии (кор. 붉은 군대 사령부의 원?, 苏联红军票?, пульгын кундэ сарёнбу-ый вон) — денежные знаки, выпускавшиеся советским военным командованием в Северной Корее и обращавшиеся в 1945—1947 годах параллельно с корейской иеной, а затем с воной КНДР.

## История
После освобождения от японских войск Корея была разделена на две зоны, находившиеся под управлением американского и советского военного командования. Линия раздела зон прошла по 38-й параллели. В обращении в обеих зонах продолжала использоваться корейская иена, выпуск которой производился Чосон-банком, находившемся в американской зоне оккупации, что не давало советскому военному командованию возможности использовать эмиссию банка для покрытия затрат на содержание войск. В октябре 1945 года от имени Командования Красной армии были выпущены банкноты в 1, 5, 10 и 100 вон. На банкнотах указана дата «1945», текст — на корейском языке. Выпуск банкнот был ограничен в основном местами расположения советских воинских частей.
В декабре 1947 года в Северной Корее была проведена денежная реформа, вместо корейской иены была введена северокорейская вона. Вона Командования Красной армии в ходе реформы из обращения не изымалась, но её дальнейший выпуск был прекращён.
| Вона Командования Красной армии 붉은 군대 사령부의 원 | Вона Командования Красной армии 붉은 군대 사령부의 원 | Вона Командования Красной армии 붉은 군대 사령부의 원 | Вона Командования Красной армии 붉은 군대 사령부의 원 | Вона Командования Красной армии 붉은 군대 사령부의 원 |
| Рисунок                                               | Рисунок                                               | Номинал                                               | Цвет                                                  | Размеры                                               |
| Аверс                                                 | Реверс                                                | Номинал                                               | Цвет                                                  | Размеры                                               |
| ----------------------------------------------------- | ----------------------------------------------------- | ----------------------------------------------------- | ----------------------------------------------------- | ----------------------------------------------------- |
|                                                       |                                                       | 1                                                     | зелёный                                               | 124х67 мм                                             |
|                                                       |                                                       | 5                                                     | коричневый                                            | 134х77 мм                                             |
|                                                       |                                                       | 10                                                    | фиолетовый                                            | 156х83 мм                                             |
|                                                       |                                                       | 100                                                   | розовый                                               | 168х94 мм                                             |